# Mediterráneo (canción)
«Mediterráneo» es una canción del cantautor español Joan Manuel Serrat, tema incluido en su disco Mediterráneo editado en 1971 por la compañía discográfica Zafiro/Novola.
En 2004 fue elegida por votación popular como la mejor canción de la historia de la música popular en España, en un programa de Televisión Española, de título Nuestra mejor canción. Fue también elegida la mejor canción del pop español por la revista Rolling Stone en 2010. En 2019 fue elegida, en la voz de Alba Reche, como "la mejor canción jamás cantada" por votación popular en el programa La mejor canción jamás cantada, de Televisión Española.

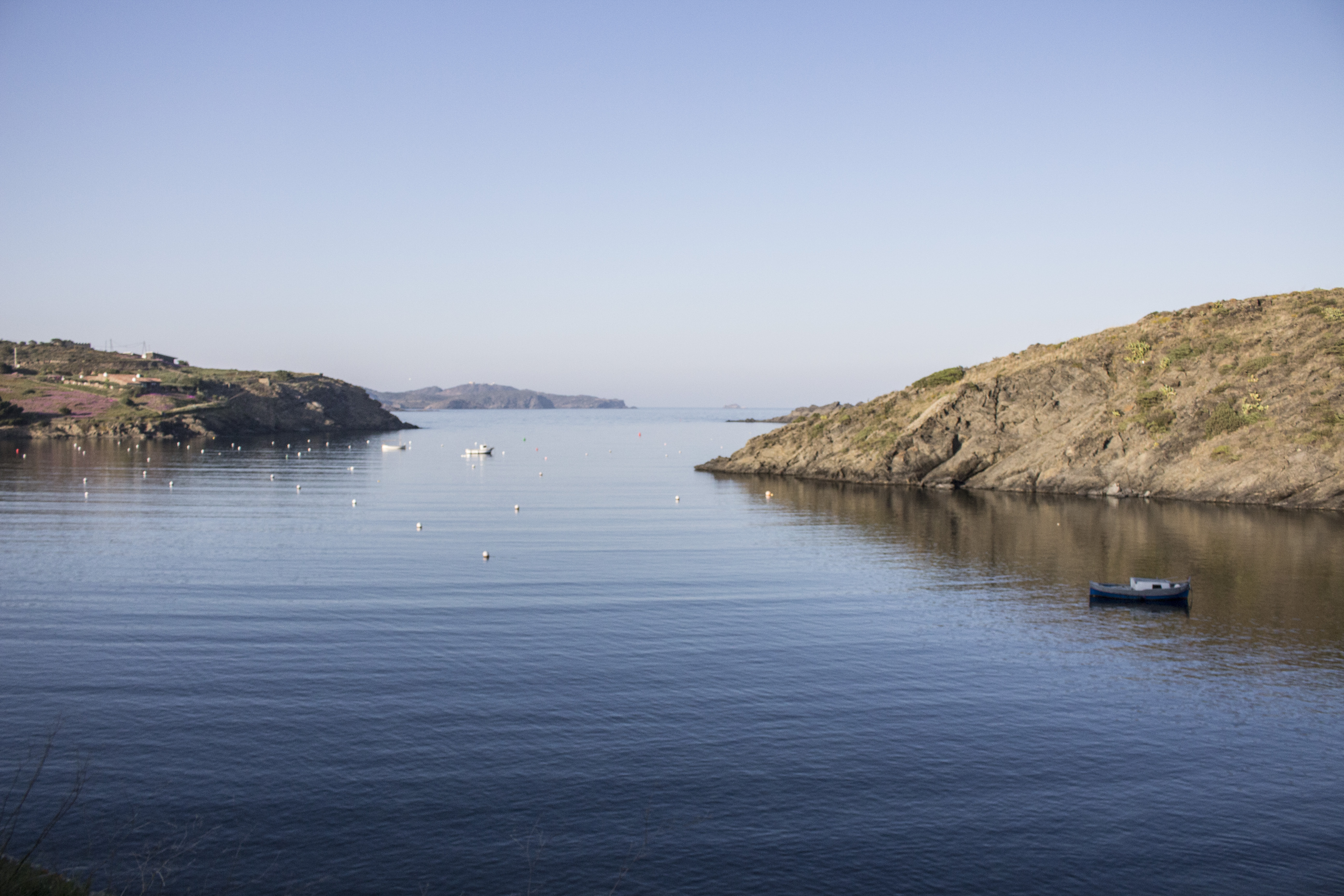
El Mediterráneo en la costa Brava

## Historia
Serrat pudo haber compuesto la canción durante el tiempo que permaneció encerrado en el Monasterio de Montserrat, junto a otros artistas, como protesta por el Proceso de Burgos, a finales de 1970.
Según otras leyendas se dice que pensó titularla Amo el mar o Hijo del Mediterráneo. También que compuso todo el disco entre agosto y noviembre de 1970, durante su estancia en diferentes lugares de España.
Sin embargo, según afirma el propio autor durante una entrevista para El País en 2014, como homenaje a sus cincuenta años de dedicación a la música, la compuso durante su exilio en México, en añoranza al mar Mediterráneo.

## Letra y contexto
Serrat compone un canto al mar Mediterráneo, ligándolo tanto a su propia vida como a la influencia que ejerce en los países a los que baña.
El autor relata su apego al mar por la cercanía a él desde su nacimiento:

qué le voy a hacer, si yo nací en el Mediterráneo...

Su deseo de ser enterrado junto al mismo mar que le vio nacer:

...Y a mí enterradme sin duelo entre la playa y el cielo...

Lo compara con una mujer:

...eres como una mujer perfumadita de brea...

Relata también la influencia que este mar ha tenido en los pueblos cuyos ríos (llanto) vierten sus aguas al Mediterráneo:

...el llanto eterno que han vertido en ti cien pueblos de Algeciras a Estambul...

Y en su historia:

...a fuerza de desventuras.

Tu alma es profunda y oscura.

## Versiones
El tema ha sido versionado, entre otros, por:
- Los Pecos (1978)
- Paloma San Basilio (1992)
- Ana Belén con Serrat (1994)
- Los Sabandeños (1996)
- Siempre Así (2000)
- Pedro Ruy-Blas (2003)
- Estopa (2005)
- Niña Pastori (2006)
- Jorge Drexler (2019)